# Буланкін Іван Миколайович

Меморіальна дошка у Харкові

Буланкін Іван Миколайович (нар. 21 січня (3 лютого) 1901 , с. Теньки, тепер Камсько-Устьїнського р-ну Татарської АРСР — 31 жовтня 1960, Харків) — український радянський біохімік, академік АН УРСР (1951), заслужений діяч науки УРСР (1951). Член КПРС з 1924.

## Життєпис
Народився в сім'ї селянина. Батько крім занять землеробством працював в Волзькому пароплавстві матросом, штурвальним, пізніше — сторожем в рідному селі. Помер у 1923 р. Мати займалася домашнім господарством, померла в 1924 р.
Буланкін У 1911 р. закінчив сільську школу. З 1912 по 1914 р був учнем літографа в приватній типо-літографії В. В. Вараксина в Казані. У 1915—1920 рр. займався разом з батьком хліборобством. Одночасно навчався у второклассной сільській школі (1918 р. була перетворена в школу 2-го ступеня).
Після закінчення школи в 1920 р. був призваний в Червону Армію. Служив червоноармійцем, потім — викладачем у навчальній школі 13-й стрілецької дивізії, а після її розформування — у навчальній школі окремої Заволжської бригади. Влітку 1921 р політвідділом бригади був відряджений до Харківського інституту народної освіти, де вступив на біологічний факультет. Учень О. В. Нагорного.
У 1926—1929 рр. був аспірантом сектору порівняльної фізіології науково-дослідної кафедри зоології ХІНО, у 1929—1931 рр.- асистент кафедри порівняльної фізіології, у 1930—1931 рр. — декан біологічного факультету ХІНО.
У 1931—1933 р.- доцент ХІНО, одночасно працював референтом Наркомосу України. У 1933 р. створив кафедру біохімії Харківського університету (на базі кафедри фізіології), яку очолював до кінця життя.
Разом з Г. Ф. Арнольдом та О. В. Нагорним брав участь у створенні Харківської філії Українського науково-дослідного зоологічного інституту (1930, з 1933 р. — Зоолого-біологічний інститут Харківського університету). Працював у цій установі науковим співробітником сектора загальної фізіології до 1941 р.
У 1933—1935 та у 1937—1939 рр. був проректором Харківського університету з наукової роботи.
З 1934 р. — професор, з 1936 р. — кандидат біологічних наук (вчений ступінь присвоєно без захисту дисертації). У лютому 1939 р. обраний членом-кореспондентом АН УРСР. З вересня 1939 р. — доктор біологічних наук (ступінь затверджено за матеріалами монографії «Закономерности старения золей и студней желатины»).
У роки німецько-радянської війни, з 1941 р. — професор, декан хімічного факультету Томського університету, з 1942 р. — завідувач кафедри колоїдної хімії, з 1942 р. — проректор з наукової роботи.
У 1944 р. повернувся до Харкова, відновив роботу на посаді завідувача кафедрою біохімії та проректора з наукової роботи університету.
З 1945 р. до кінця життя — ректор Харківського університету.
З 1951 р. — академік АН УРСР, Заслужений діяч науки УРСР.
Був нагороджений 3-ма орденами Трудового Червоного Прапора (1944, 1948, 1954 рр.), медаллю «За доблесну працю у Великій Вітчизняній війні 1941—1945 рр.».

## Науковий доробок
Основні праці присвячені вивченню хімії білків, зокрема проблемі оборотності денатураційних процесів у білках, питанням вікової й порівняльної біохімії тощо. Автор понад 160 наукових публікацій, низки монографій та підручників.